# قلعه قلاع شادان
قلعه قلاع شادان مربوط به دوره سلجوقیان است و در شهرستان خوسف، بین روستاهای شادان و قلاع واقع شده و این اثر در تاریخ ۲۳ شهریور ۱۳۸۲ با شمارهٔ ثبت ۱۰۱۸۸ به‌عنوان یکی از آثار ملی ایران به ثبت رسیده‌است. 
مصالح استفاده شده در ساخت بنا به‌ترتیب فراوانی شامل سنگ وآجر است و از ملات ساروج و ملات آهک استفاده شده است.